# Nor-Am Cup 1988
La Nor-Am Cup 1988 fu la 13ª edizione della manifestazione organizzata dalla Federazione Internazionale Sci.
In campo maschile lo statunitense Felix McGrath si aggiudicò sia la classifica generale, sia quelle di slalom gigante e di slalom speciale; il canadese Mike Carney vinse quella di discesa libera e lo statunitense Mike Brown e l'austriaco Gerhard Pfaffenbichler, a pari merito, quella di supergigante. Il canadese Alain Villiard era il detentore uscente della Coppa generale.
In campo femminile la statunitense Monique Pelletier si aggiudicò sia la classifica generale, sia quella di slalom speciale; la canadese Kendra Kobelka vinse quelle di discesa libera e di supergigante, la statunitense Diann Roffe quella di slalom gigante. La canadese Kerrin Lee-Gartner era la detentrice uscente della Coppa generale.